# Tourisme en Namibie

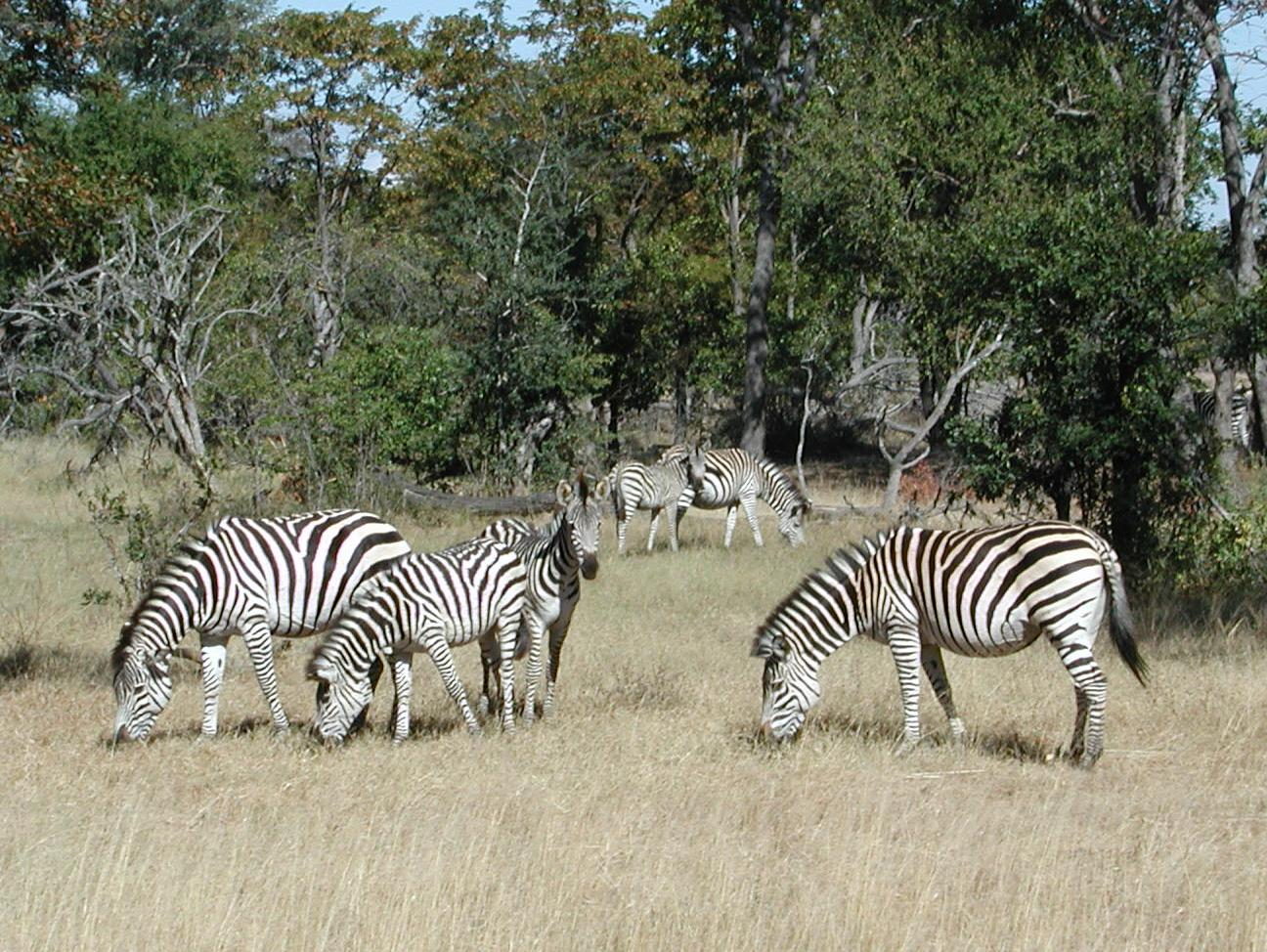
Le zèbre des plaines, un animal caractéristique de la faune namibienne

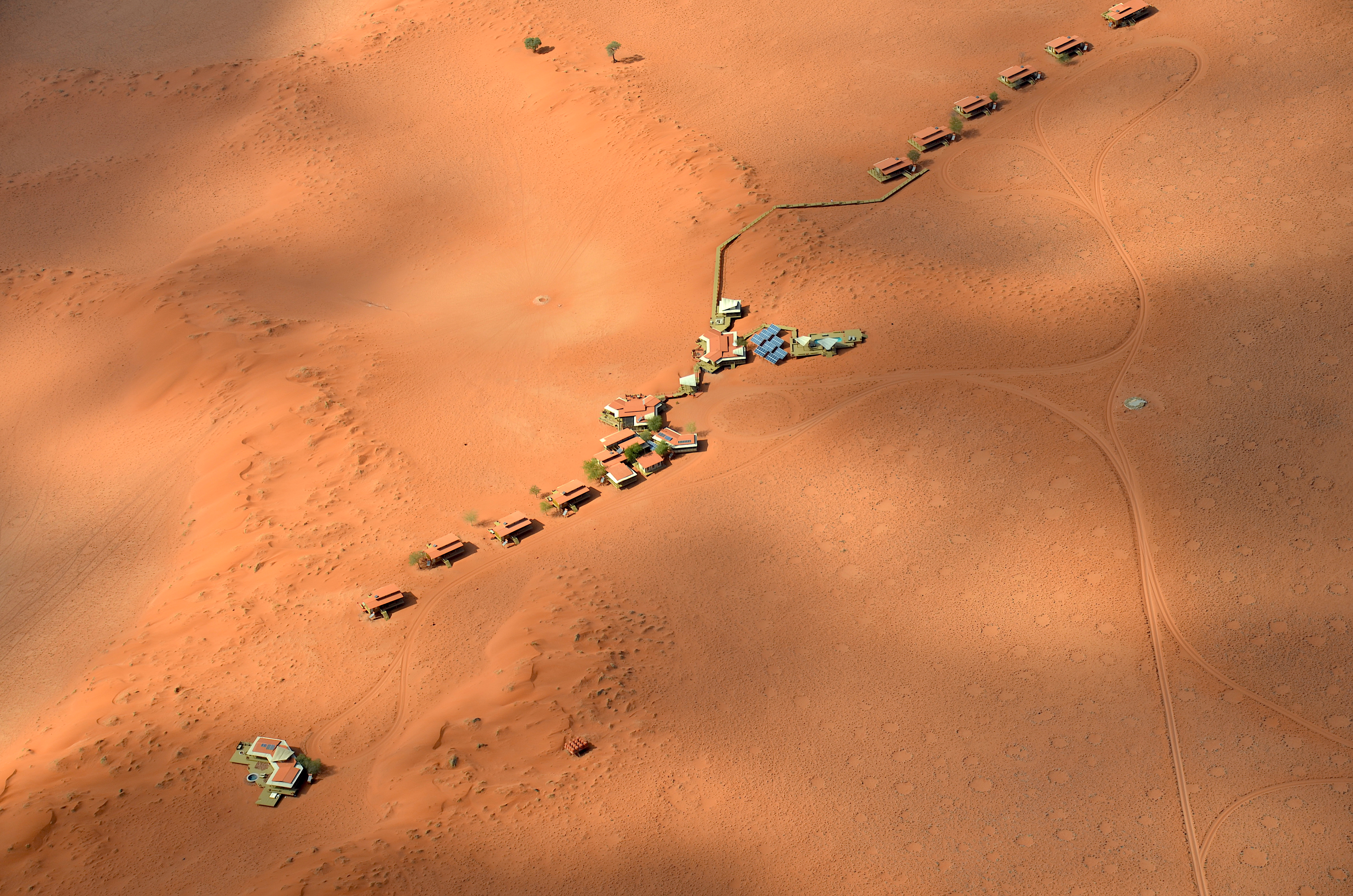
Le Wolwedans Dunes Lodge, un ensemble de lodges dans le désert du Namib

Le tourisme en Namibie est un secteur d'activité participant à l'économie du pays. Il s'agit en Namibie d'un secteur majeur de l'économie, contribuant pour 7,2 milliards de dollars namibiens (soit environ 390 millions de dollars américains) au produit intérieur brut du pays.
Chaque année, plus d'un million de voyageurs visitent la Namibie, dont environ un sur trois en provenance d'Afrique du Sud. Viennent ensuite l'Allemagne, puis le Royaume-Uni, l'Italie et la France. Le pays est l'une des principales destinations d'Afrique et est connu pour son développement de l'écotourisme, qui met en vedette la faune abondante de la Namibie.
En décembre 2010, Lonely Planet classe la Namibie au 5e rang des meilleures destinations touristiques au monde.

## Histoire
La première estimation approximative des arrivées touristiques est faite en 1989, et une estimation de 100 000 touristes hébergés dans le pays est alors avancée[réf. souhaitée]. Ce chiffre augmente petit-à-petit, jusqu'à atteindre 1 650 000 visiteurs en 2019, avant une diminution spectaculaire en 2020 en raison de la pandémie de Covid-19, qui laisse alors craindre pour la survie du secteur.

## Destinations principales

### Windhoek

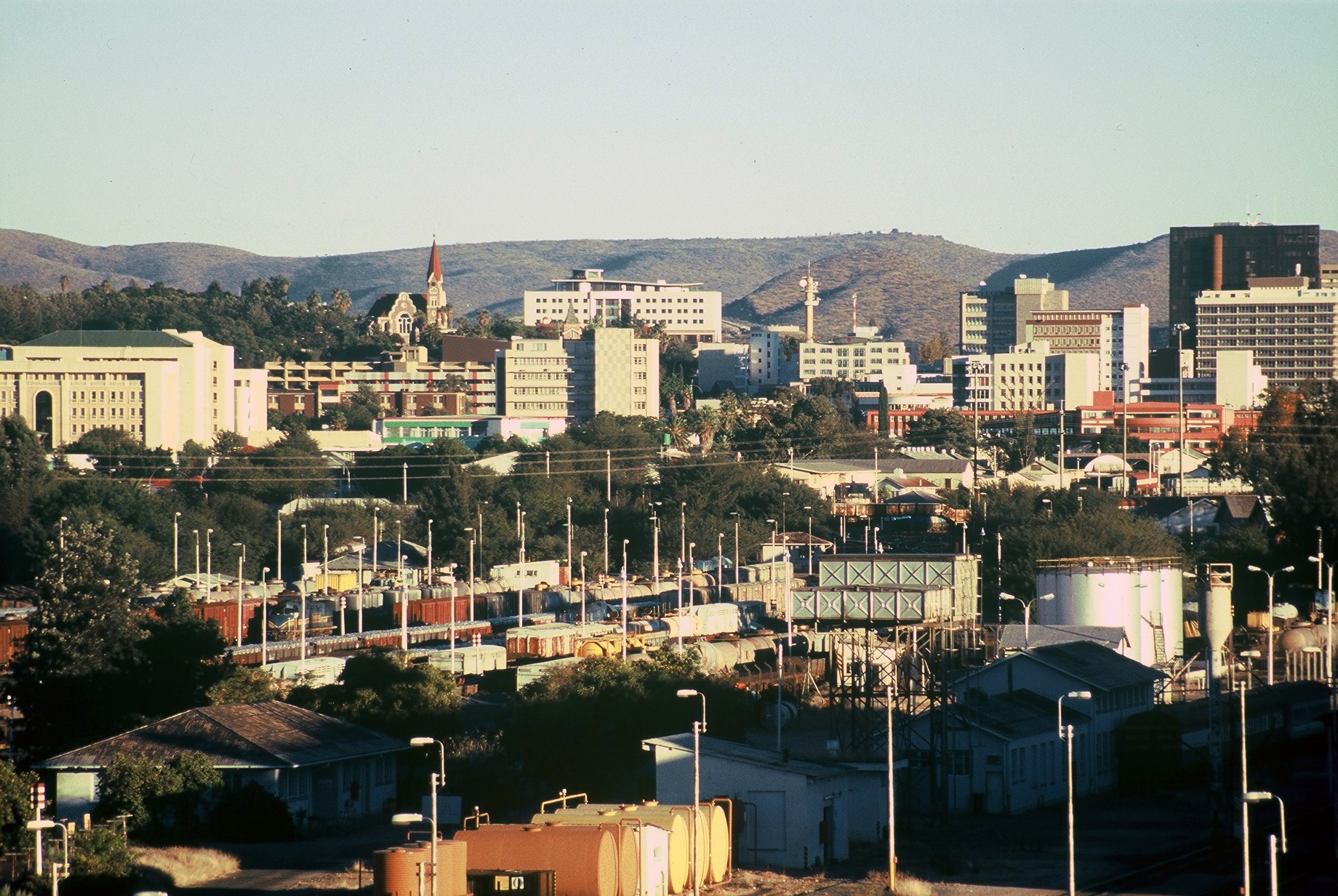
Skyline de Windhoek

Windhoek, la capitale et la plus grande ville du pays, est le principal point d'entrée pour les personnes voyageant vers le pays, généralement par l'aéroport international Hosea Kutako. Les sites touristiques importants de Windhoek comprennent le Tintenpalast, (le siège du Conseil national et de l'Assemblée nationale) et le Windhoek Country Club Resort. Ce dernier, ouvert en 1995, accueille les élections de Miss Univers 1995 et possède l'un des meilleurs terrains de golf du pays. Windhoek possède également le premier hôtel cinq étoiles du pays connu sous le nom de Hilton Windhoek. Il ouvre en 2011, devenant le 50e hôtel Hilton au Moyen-Orient ou en Afrique.

### Walvis Bay

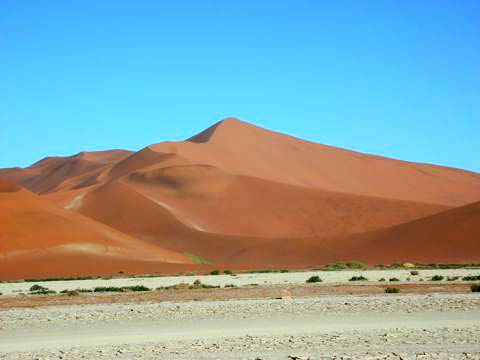
Dunes à proximité de Walvis Bay

Walvis Bay, en tant que quatrième plus grande ville de Namibie, abrite le principal port du pays, ainsi que l'aéroport de Walvis Bay. Géographiquement, la ville est située de manière unique, car c'est le lieu de rencontre de paysages extrêmes. D'un côté le désert du Namib, le plus vieux désert du monde, et de l'autre un immense lagon et un port au bord de l'océan Atlantique. Ces deux paysages se prêtent à certaines des opportunités touristiques les plus insolites de la Namibie.
Le lagon et le port abritent diverses espèces et un grand nombre de mammifères marins et d'oiseaux. Le désert du Namib, de l'autre côté, est appelé « le désert vivant », en raison du grand nombre d'espèces vivantes qui s'y trouvent.
Walvis Bay est l'un des nombreux centres d'activités touristiques de la Namibie. Les activités sont surtout aquatiques, comme la pêche à pied, la pêche en bateau, la pêche aux requins, les croisières touristiques et photographiques en bateau, le kayak de mer, la planche à voile et le kitesurf. Walvis Bay abrite chaque année l'une des étapes internationales du championnat du monde de kitespeed et de planche à voile.
Les activités terrestres comprennent des visites guidées de Sandwich Harbour, des visites touristiques du désert, des excursions en 4X4 dans les dunes massives au sud de la rivière Kuiseb, du deltaplane dans les dunes, du sandboard dans les dunes et du ski dans les dunes, des visites guidées éducatives, historiques et anthropologiques en quad dans le delta de Kuiseb, des rencontres avec des membres de la communauté Topnaar, descendants du peuple Khoïkhoï, et des visites du désert.

### Swakopmund

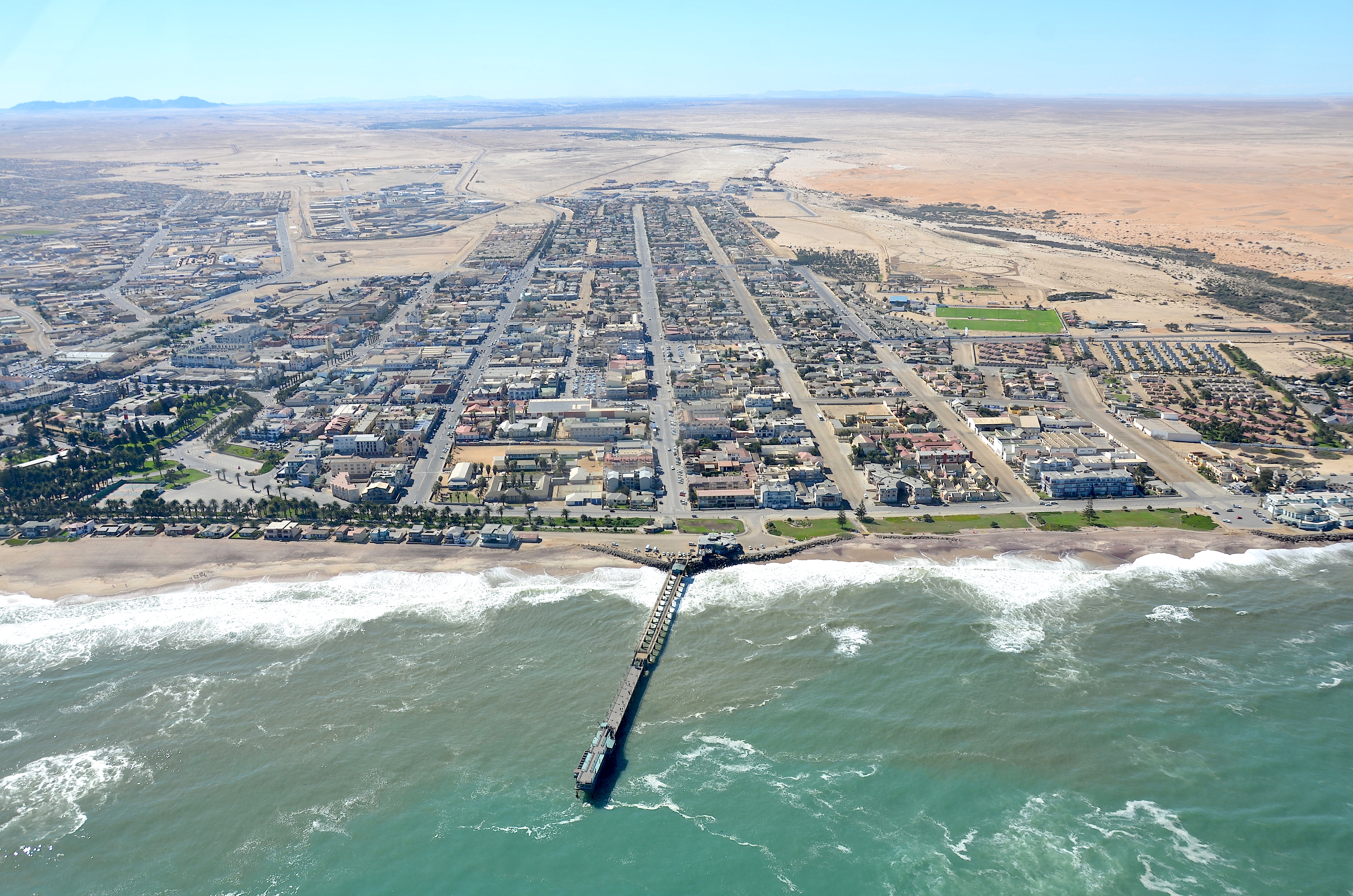
Swakopmund en 2017

Swakopmund est une station balnéaire et un exemple d'architecture coloniale allemande. La ville est fondée en 1892 en tant que port principal du Sud-Ouest africain allemand. La ville possède plusieurs atouts touristiques, parmi lesquels les dunes de sable spectaculaires près de Langstrand, au sud de la rivière Swakop.
La locomotive à vapeur Martin Luther, datant de 1896, et exposée à proximité de la ville, constitue aussi un point d'intérêt.
La ville est connue pour la pratique des sports extrêmes. La culture du surf y est très développée, la ville étant située à proximité de la célèbre Côte des Squelettes.
Le « Desert Express », un train touristique transnamibien, circule entre Windhoek et Swakopmund.
Un club de parachutisme opère depuis l'aéroport de Swakopmund, et propose une expérience de saut en parachute aux touristes.

### Parcs nationaux

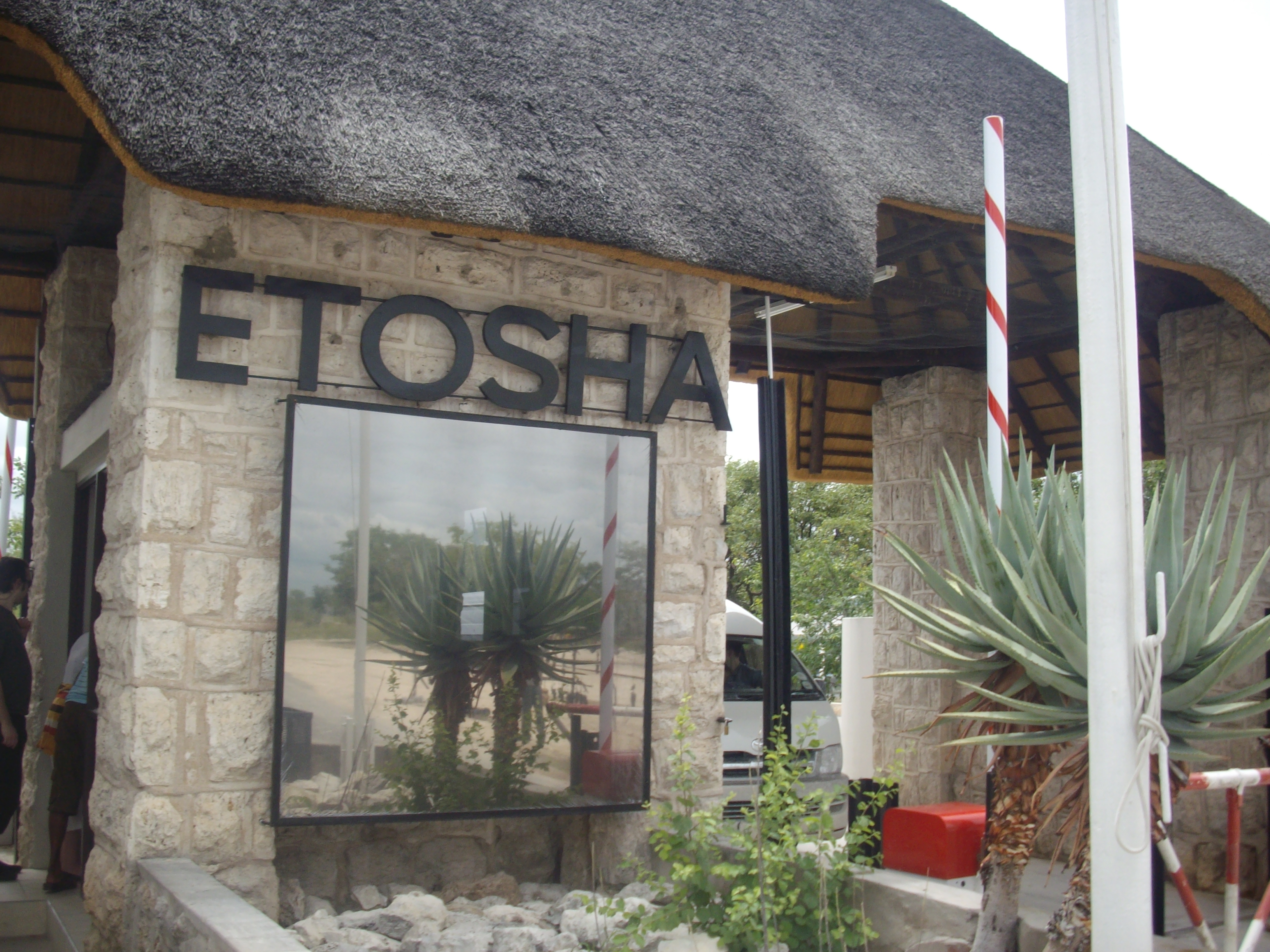
Entrée du parc national d'Etosha en mars 2007

La Namibie possède de nombreux parcs nationaux pour assurer la préservation de sa biodiversité. Ils jouent aussi le rôle d'attractions touristiques et attirent de nombreux visiteurs chaque année.
Le plus ancien, qui est aussi le plus visité et le plus connu est le parc national d'Etosha. Il abrite les cinq espèces connues sous le nom de « Big Five », qui sont le lion, le léopard, l'éléphant d'Afrique, le rhinocéros noir, et le buffle d'Afrique.
Les autres parcs nationaux en Namibie sont :
- le Parc national de Namib-Naukluft
- le Parc national de Skeleton Coast
- le Parc transfrontalier du lAi-lAis/Richtersveld abritant le canyon de la rivière Fish et les sources chaudes de lAi-lAis
- le Parc du plateau du Waterberg
- le Parc national de Bwabwata
- le Parc national de Dorob
- le Parc national de Khaudom
- le Parc national de Mudumu
- le Parc National de Mangetti
- le Parc national de Nkasa Rupara
- le Parc national de Sperrgebiet

En novembre 2012, le gouvernement namibien renomme le parc national de Sperrgebiet en « parc national de Tsau //Khaeb ». « Tsau //Khaeb » provient de la langue locale du peuple Nama, et signifie littéralement « sols sablonneux profonds ».

### Kaokoveld
Le Kaokoveld (également connu sous le nom de « Kaokoland »), est l'une des régions les plus vierges du pays. Les lodges de Puros et d'Okahirongo Elephant proposent un hébergement dans une région régulièrement visitée par les éléphants du désert.

### Sports extrêmes
Le climat rigoureux et les conditions arides de la Namibie font du pays un haut lieu pour différents événements de sports extrêmes comme les courses dans le désert et les ultra-triathlons.
L'un de ces événements est l'ultramarathon RacingThePlanet,. Long de 250 km, il traverse le Canyon de la rivière Fish, le désert du Namib et suit la Côte des Squelettes jusqu'à Lüderitz. En 2009, 213 coureurs de 38 pays commencent cette course de 7 jours, comptant 6 étapes. 168 d'entre eux terminent la course.

## Impact économique et social
En 2008, une estimation établit à 77 000 le nombre emplois qui dépendraient directement ou indirectement du tourisme namibien, soit 18,2 % de tous les emplois en Namibie. Le tourisme en Namibie a également un impact positif sur la conservation des ressources et le développement rural. Plus de 50 mesures de conservation communales, qui s'apparentent à des réserves naturelles, ont été établies à travers le pays, couvrant 11,8 millions d'hectares de terres et résultant en une meilleure gestion de celles-ci, tout en fournissant à des dizaines de milliers de Namibiens ruraux des revenus indispensables[réf. nécessaire].

## Contrôle et promotion par l'État
L'Office namibien du tourisme est créé par une loi du Parlement namibien en 2000. Ses principaux objectifs sont de réglementer l'industrie du tourisme et de promouvoir la Namibie en tant que destination touristique à l'étranger. En tant qu'organisme statutaire, il s'agit de la seule organisation ou autorité nationale légale du tourisme en Namibie mandatée par le gouvernement pour réglementer l'industrie. Les secteurs d'activité suivants au sein de l'industrie touristique namibienne ou liés à celle-ci sont réglementés par l'Office du tourisme namibien :
- Établissements d'hébergement
- Organisateurs d'activité touristiques
- Compagnies aériennes
- Agences de réservation
- Exploitants de centres de conférence
- Gérants de tour-opérateurs étrangers
- Gérants de navettes et de services de transport
- Animations de visites touristiques ou culturelles
- Guides de safaris-photos
- Guides de safaris pour la chasse aux trophées
- Location de véhicules

### Associations commerciales
Il existe un certain nombre d'associations professionnelles qui représentent le secteur du tourisme en Namibie.
La Fédération des associations de tourisme de Namibie, ou FENATA est l'organisme qui chapeaute toutes les associations de tourisme en Namibie.

## Statistiques
| Pays           | 2016      | 2015      | 2014      | 2013      |
| -------------- | --------- | --------- | --------- | --------- |
| Angola         | 420 763   | 492 866   | 519 191   | 477 828   |
| Afrique du Sud | 355 391   | 381 854   | 329 850   | 317 563   |
| Zambie         | 240 117   | 168 899   | 167 407   | 167 044   |
| Allemagne      | 124 152   | 93 939    | 91 900    | 84 121    |
| Zimbabwe       | 87 181    | 78 205    | 67 809    | 62 778    |
| Botswana       | 54 960    | 50 908    | 40 311    | 36 556    |
| Royaume-Uni    | 32 712    | 27 365    | 29 016    | 25 351    |
| États-Unis     | 28 659    | 26 339    | 25 291    | 21 884    |
| France         | 23 794    | 20 598    | 20 549    | 16 837    |
| Pays-Bas       | 20 596    | 14 539    | 12 015    | 10 782    |
| Total          | 1 574 148 | 1 519 618 | 1 477 593 | 1 372 602 |

## Classements et évaluation
En 2010, l'éditeur Lonely Planet classe la Namibie au cinquième rang sur un tableau mondial des destinations offrant un bon rapport qualité-prix. En 2020, la Namibie se classe 13e parmi les 30 meilleures destinations de voyage émergentes au monde, distinguées par TravelLemming.com. Lors de la remise des prix, le parc national d'Etosha, le canyon de la rivière Fish, Sossusvlei et le parc national de Namib-Naukluft sont sélectionnés comme les principales attractions de la Namibie.